# Годинний кут

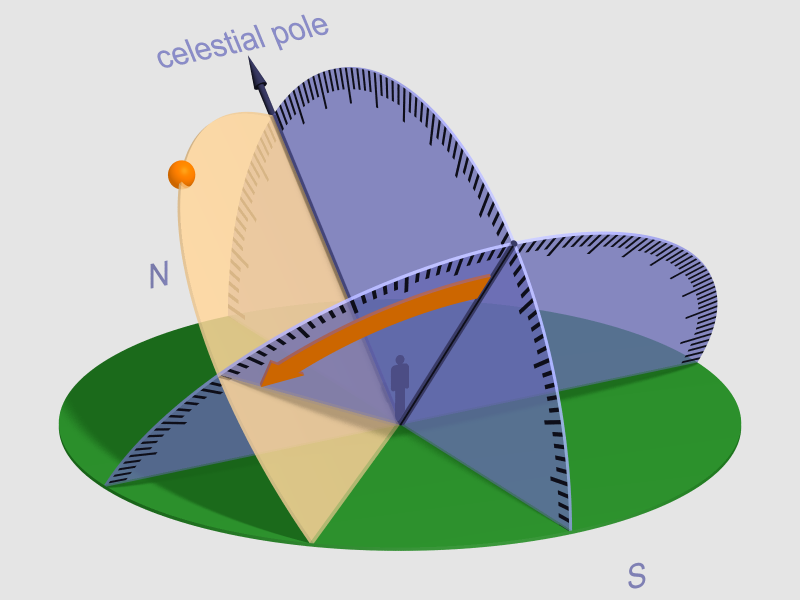
Годинний кут позначений помаранчевою стрілкою на площині небесного екватора. Стрілка закінчується годинним колом помаранчевої крапки, яка вказує видиме положення астрономічного об'єкта на небесній сфері.

Годинний кут — один з кутів, які описують положення світила на небі в сферичній астрономії. Визначається як кут між «меридіанною площиною», яка одна містить вісь Землі та зеніт, та «годинним колом», яке проходить через вісь Землі та розглядуване світило.
Годинні кути відраховують в бік добового обертання небесної сфери, тобто на захід від верхньої точки небесного екватору, в межах від 0° до 360° (в градусній мірі) або від 0h до 24h (в годинній мірі). Зазвичай годинний кут позначають HA (англ. hour angle). Використовують місцевий годинний кут, відрахований від місцевого меридіана (LHA, англ. local hour angle), гринвіцький годинний кут, відрахований від початкового меридіана (GHA, англ. Greenwich hour angle), і сидеричний годинний кут, відрахований від точки весняного рівнодення (SHA, англ. sidereal hour angle).
Годинний кут і схилення повністю визначають розташування точки на небесній сфері в екваторіальній системі координат.

## Зв'язок з прямим піднесенням

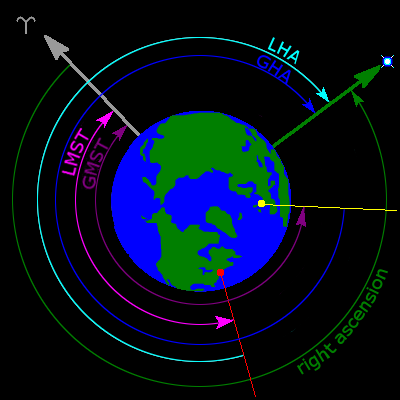
Погляд на Землю з північного плюсу. Червона точка позначає годинний кут зорі для смостерігача в Нью-Йорку. Також зображено пряме піднесення зорі (right ascention), годинний кут за Гринвічем (GHA), місцевий середній зоряний час (LMST) і середній зоряний час за Гринвічем (GMST). Символ ʏ позначає напрямок на точку весняного рівнодення.

Місцевий годинний кут (LHA) об'єкта дорівнює
{\displaystyle {\text{LHA}}_{\text{object}}={\text{LST}}-\alpha _{\text{object}}}
або
{\displaystyle {\text{LHA}}_{\text{object}}={\text{GST}}+\lambda _{\text{observer}}-\alpha _{\text{object}}}
де LHAobject — місцевий годинний кут об'єкта, LST — місцевий зоряний час, {\displaystyle \alpha _{\text{object}}} — пряме піднесення об'єкта, GST — зоряний час за Гринвічем, а {\displaystyle \lambda _{\text{observer}}} — довгота спостерігача (кут на схід від нульового меридіана). Ці кути можна вимірювати в одиницях часу (повне коло = 24 години) або в градусах (повне коло = 360 градусів), але неможна змішувати ці дві систнеми одиниць.
Від'ємні годинні кути (–180° < LHAobject < 0°) вказують на те, що об'єкт наближається до небесного меридіана, додатні годинні кути (0° < об'єкт LHA < 180°) — що об'єкт віддаляється від меридіана. Годинний кут рівний нулю, коли об'єкт знаходиться на меридіані.

## Сонячний годинний кут
Якщо спостерігати за Сонцем із Землі, сонячний годинний кут є мірою часу, вираженою в кутових одиницях, зазвичай у градусах, і відрахованою від сонячного полудня. У сонячний полудень годинний кут дорівнює нулю градусів, при цьому час до сонячного полудня є від'ємним, а після полудня — додатним. Наприклад, о 10:30 ранку за місцевим часом годинний кут дорівнює −22,5° (15° на годину помножити на 1,5 години до полудня).
Косинус годинного кута cos(h) використовується для обчислення зенітного кута Сонця. У сонячний полудень h = 0.000, тому cos(h) = 1, а до і після сонячного полудня член cos(±h) є однаковим для додатних і від'ємних кутів, так що Сонце знаходиться на тій самій висоті в небі, наприклад, об 11:00 ранку та 13:00 за місцевим сонячним часом.

## Сидеричний годинний кут
Сидеричний годинний кут тіла на небесній сфері — це його кутова відстань на захід від точки весняного рівнодення. Зазвичай вимірюється в градусах. Для зорі сидеричний годинний кут змінюється менше ніж на одну кутову хвилину на рік через прецесію земної осі, тоді як для планети він значно змінюється від ночі до ночі. Сидеричний годинний кут часто використовується в астрономічній навігації, а його значення публікуються в астрономічних альманахах.